# K Bocholter VV
Maillots
Actualités
Dernière mise à jour : 27 juillet 2023.
Le Koninklijke Bocholter Voetbalvereniging est un club de football belge basé à Bocholt, dans le nord-est du pays. Le club est porteur du matricule 595 et évolue en Division 2 Amateur lors de la saison 2018-2019, ce qui constitue sa 24e saison jouée dans les divisions nationales.

## Historique
Le Voetbalclub Bocholt est fondé en 1923 à l'initiative de Jan Roberscheuten, qui en devient le premier président. Un an plus tard, il s'affilie à l'Union Belge sous le nom de Bocholter Voetbalvereniging, et débute au plus bas niveau provincial en 1925. Le club remporte sa série dès la première année, et monte au niveau supérieur. En décembre 1926, il reçoit le matricule 595. En fin de saison, le club remporte son second titre en deux saisons, et est promu vers la deuxième provinciale, à l'époque le plus haut niveau avant les divisions nationales.
En 1931, Bocholt rejoint pour la première fois de son Histoire la Promotion, alors troisième et dernier niveau national, seulement six ans après ses débuts. L'expérience est de courte durée, le club étant relégué après une seule saison. Le club joue ensuite les premiers rôles en deuxième provinciale, obtenant plusieurs places d'honneur, mais sans parvenir à remonter en nationales. Lors du dernier championnat de guerre, en 1943-1944, le club est relégué en troisième provinciale. Durant près de dix ans, il fera l'ascenseur entre la deuxième et la troisième provinciale, avec trois promotions et trois relégations jusqu'en 1952. Bien que relégué vers la troisième provinciale, le club se maintient au deuxième niveau grâce à la réforme des championnats nationaux, la création d'un quatrième niveau national et d'une première provinciale ayant libéré des places à tous les étages inférieurs. À la suite de l'obtention du titre de « Société Royale », le club adapte son appellation officielle en Koninklijke Bocholter Voetbalvereniging, nom qu'il porte toujours aujourd'hui.
Le club de Bocholt affiche dès lors de nouvelles ambitions, et après quatre saisons terminées entre la deuxième et la quatrième place, il remporte sa série en 1957 et est promu en première provinciale. Cinq ans plus tard, le titre de champion de la province du Limbourg qu'il décroche permet au club de revenir en nationales trente ans après son premier précédent. Mais ce deuxième passage dure à peine plus longtemps que le précédent. S'il parvient à se sauver de justesse la première saison, le club est condamné à retourner en provinciales la saison suivante. De retour en première provinciale, le club ne parvient pas à remonter. Après cinq saisons conclues en milieu de classement, le club est relégué en deuxième provinciale en juin 1970. Il lui faudra 23 ans avant de revenir parmi l'élite provinciale.
En 1993, le club est de retour en première provinciale, et prend un nouvel élan. En 1998, Bocholt remporte un nouveau titre provincial, et remonte en Promotion, 34 ans après son dernier passage en nationales. Cette fois, le club parvient à se maintenir aisément, terminant quatrième en 1999, puis troisième en 2000. En 2001, il remporte son premier titre national, et est promu en Division 3, le troisième niveau national, où il n'avait plus évolué depuis 70 ans. Les résultats sont un peu moins bons, le club passant même par les barrages pour assurer son maintien en 2003 et en 2006.
Par la suite, le club se stabilise en milieu de classement, terminant entre la sixième et la huitième place pendant cinq ans. Pour la saison 2012, Bocholt espère jouer les premiers rôles, et vise au minimum une participation au tour final pour l'accession à la Division 2. Le club remporte la première tranche après un match de barrage face à Dessel Sport, et occupe la deuxième place à la mi-saison, un point derrière Dessel. Il termine finalement deuxième à quatre points de Dessel. Qualifié pour le tour final, il est éliminé au premier tour par La Louvière Centre. La saison suivante est quasiment identique dans son déroulement, avec Virton dans le rôle du champion. Vice-champion pour la deuxième fois consécutive, Bocholt est de nouveau éliminé au premier tour du tour final, cette fois par le Patro Eisden Maasmechelen.

## Résultats dans les divisions nationales
Statistiques mises à jour le 9 décembre 2024 (terme de la saison 2023-2024)

### Palmarès
- 1 fois champion de Belgique de Promotion en 2001.

### Bilan
| Niv | Divisions     | Jouées | Titres | TM Up | TM Down |
| --- | ------------- | ------ | ------ | ----- | ------- |
| I   | 1re nationale | 0      | 0      |       |         |
| II  | 2e nationale  | 0      | 0      |       |         |
| III | 3e nationale  | 16     | 0      | 3     | 2       |
| IV  | 4e nationale  | 13     | 1      | 2     |         |
| V   | 5e nationale  | 0      | 0      |       |         |
|     |               |        |        |       |         |
|     | TOTAUX        | 29     | 1      | 5     | 2       |

- TM Up : test-match pour départager des égalités, ou toutes formes de Barrages ou de Tour final pour une montée éventuelle.
- TM Down : test-match pour départager des égalités, ou toutes formes de Barrages ou de Tour final pour le maintien.

### Classement saison par saison
| Ordre               | Saison  | Nom du club     | Niveau                         | Classement final | Remarques                            |
| ------------------- | ------- | --------------- | ------------------------------ | ---------------- | ------------------------------------ |
| 1                   | 1931-32 | Bocholter VV    | Promotion (D3) série D         | 14e/14           | Relégué!                             |
| séries provinciales |         |                 |                                |                  |                                      |
| 2                   | 1962-63 | K. Bocholter VV | Promotion série C              | 13e/16           |                                      |
| 3                   | 1963-64 | K. Bocholter VV | Promotion série C              | 15e/16           | Relégué!                             |
| séries provinciales |         |                 |                                |                  |                                      |
| 4                   | 1998-99 | K. Bocholter VV | Promotion série C              | 4e/16            | Tour final                           |
| 5                   | 1999-00 | K. Bocholter VV | Promotion série C              | 3e/16            | Tour final                           |
| 6                   | 2000-01 | K. Bocholter VV | Promotion série C              | 1er/16           | Champion et promu!                   |
| 7                   | 2001-02 | K. Bocholter VV | Division 3 série B             | 10e/16           |                                      |
| 8                   | 2002-03 | K. Bocholter VV | Division 3 série B             | 14e/16           | Barrages                             |
| 9                   | 2003-04 | K. Bocholter VV | Division 3 série B             | 4e/16            |                                      |
| 10                  | 2004-05 | K. Bocholter VV | Division 3 série B             | 7e/16            |                                      |
| 11                  | 2005-06 | K. Bocholter VV | Division 3 série B             | 14e/16           | Barrages                             |
| 12                  | 2006-07 | K. Bocholter VV | Division 3 série B             | 7e/16            |                                      |
| 13                  | 2007-08 | K. Bocholter VV | Division 3 série B             | 8e/16            |                                      |
| 14                  | 2008-09 | K. Bocholter VV | Division 3 série B             | 7e/16            |                                      |
| 15                  | 2009-10 | K. Bocholter VV | Division 3 série B             | 8e/18            |                                      |
| 16                  | 2010-11 | K. Bocholter VV | Division 3 série B             | 6e/18            |                                      |
| 17                  | 2011-12 | K. Bocholter VV | Division 3 série B             | 3e/18            | Tour final                           |
| 18                  | 2012-13 | K. Bocholter VV | Division 3 série B             | 2e/19            | Tour final                           |
| 19                  | 2013-14 | K. Bocholter VV | Division 3 série B             | 7e/18            |                                      |
| 20                  | 2014-15 | K. Bocholter VV | Division 3 série B             | 5e/18            | [ saisons 4 ]                        |
| 21                  | 2015-16 | K. Bocholter VV | Division 3 série B             | 3e/19            | Relégué!                             |
| 22                  | 2016-17 | K. Bocholter VV | Division 2 Amateur VFV série B | 6e/16            |                                      |
| 23                  | 2017-18 | K. Bocholter VV | Division 2 Amateur VFV série B | 2e/16            | [ saisons 6 ]                        |
| 24                  | 2018-19 | K. Bocholter VV | Division 2 Amateur VFV série B | 4e/16            | Tour final                           |
| 25                  | 2019-20 | K. Bocholter VV | Division 2 Amateur VFV série B | 2e/16            |                                      |
| 26                  | 2020-21 | K. Bocholter VV | Nationale 2 VV série B         | N/A              | saison annulée en raison du Covid-19 |
| 27                  | 2021-22 | K. Bocholter VV | Nationale 2 VV série B         | 6e/16            |                                      |
| 28                  | 2022-23 | K. Bocholter VV | Nationale 2 VV série B         | 9e/18            |                                      |
| 29                  | 2023-24 | K. Bocholter VV | Nationale 2 VV série B         | 7e/18            |                                      |
| 30                  | 2024-25 | K. Bocholter VV | Nationale 2 VV série B         | ... /16          |                                      |

## Joueurs connus
- Richard Culek, ancien joueur du FC Brussels en première division, joue à Bocholt depuis 2010.
- Dimitri De Condé, ancien joueur du Standard de Liège et de Genk notamment, termine sa carrière à Bocholt de 2008 à 2011.
- Jochen Janssen, ancien joueur du FC Bruges, joue à Bocholt de 2008 à 2012.